# AMX-13
L'AMX-13 és un tanc francès lleuger produït a partir de 1953 a 1985. Es va servir en l'Exèrcit francès i s'exporten a més de 25 altres nacions. La inclusió dels prototips i de versions d'exportació hi ha més d'un centenar de variants incloent automotors d'arma de foc, sistemes antiaeris vehicles blindats, i TOW / ATGM versions. S'estima que la producció total de la família AMX-13 és 7700 unitats, dels quals al voltant de 3400 es van exportar.

## El disseny
El tanc va ser dissenyat en l'Atelier de Construction d'Issy-les-Moulineaux el 1946 per complir amb un requisit per a un vehicle aerotransportat de suport a paracaigudistes; el primer prototip es va dur a terme des de 1948. El xassís compacte tènia barra de torsió suspensió amb cinc roadwheels i dos rodets de retorn, el motor funciona a la durada de la cisterna en la part dreta amb el conductor de l'esquerra. Compta amb una poc freqüent de dues parts oscil·lant torreta on l'arma es fixa a la torre i tota la part superior de la torreta de canvis d'elevació. La torre està muntada a la part posterior del vehicle i té el comandant i artiller. El canó de 75 mm original, inspirat en l'alemany Panther canó L/70, s'alimenta amb un sistema de càrrega automàtica de sis a dues revistes ronda. Una debilitat de les petites dimensions significava les recàrregues s'han muntat en l'exterior, amb el que els exigeix que es recarregui fora del vehicle.

## Producció
La producció va començar en la SE (Atelier de la Construction Roanne) de 1952, amb les primeres unitats lliurades a l'any següent.
En 1964 la producció va ser transferida a Creusot-Loire en Chalon-sur-Saone, en la SE es va traslladar a la construcció del MBT AMX 30, i els nombres produïts van disminuir significativament.
En 1966 el calibre estàndard es va augmentar a 90 mm (l'AMX-13/90) i el francès actualitzats tots els models de base a aquesta especificació. Encara que hi ha moltes variants sobre el xassís de la torre de base va ser gairebé sense canvis fins i tot 1985, quan canvia la inclusió d'un nou motor dièsel, transmissió automàtica i totalment una nova suspensió hidropneumàtica es van introduir.
Producció detinguda amb el Model 1987. Després de les actualitzacions i suport de vendes encara s'ofereixen a través de GIAT Industries.
El tanc AMX-13 va ser eliminat de servei en l'Exèrcit francès en la dècada de 1970.

## Usuaris
- Argentina -24 AMX Mk F3 155 mm en servei i 50 AMX-13 i VC Patagon) (AMX-13 amb Safata SK-105
- Xile -47 AMX Mk F3 155 mm
- Costa d'Ivori -5 AMX-13
- Xipre -12 AMX-13
- República Dominicana -2 AMX-13
- Equador -102 AMX-13
- Indonèsia -275 AMX-13
- Israel
- Líban -35 AMX-13
- Mèxic -409 AMX-VCI (Variant de transport d'infanteria)
- Perú -110 AMX-13
- Singapur -350 AMX-13/SM 1 (venuts pel Tzahal, localment modernitzats en Singapur)
- Veneçuela -36 AMX-13 C.90